# Flota del Mar Negre
La Flota del Mar Negre (rus: Черноморский флот Txernomorski flot) és una gran subunitat estratègica que depèn de l'Armada Russa, que opera al mar Negre i en el Mar Mediterrani des de finals del segle xviii. Els navilis de guerra tenen base en diversos ports del Mar Negre i del Mar d'Azov, mentre que l'aviació i resta de comandàncies estan repartides en diverses bases de Crimea (Ucraïna) i el krai de Krasnodar (Rússia).
S'atribueix la creació de la Flota del Mar Negre a Grigori Potiomkin el 13 de maig de 1783, després de l'annexió de Crimea sota el regnat de Catalina la Gran i la creació d'una important base militar, situada a la ciutat de Sebastòpol (actual Ucraïna). L'expansió cap al sud de l'Imperi Rus a la fi del segle xviii els va portar a enfrontar-se amb el seu major rival a la regió del Mar Negre, l'Imperi Otomà. La Flota del Mar Negre va vèncer als turcs el 1790, va combatre contra els otomans durant la Primera Guerra Mundial, contra la flota romanesa durant la Segona Guerra Mundial i va mantenir breus combats contra l'Armada de Geòrgia en el transcurs de la Guerra a Ossètia del Sud (2008)
La desintegració de la Unió Soviètica i la independència d'Ucraïna el 1991 va portar a la signatura de diversos acords per permetre la continuïtat de la presència de forces de la Federació Russa a Crimea i el manteniment de les bases de la Flota del Mar Negre.

## Història

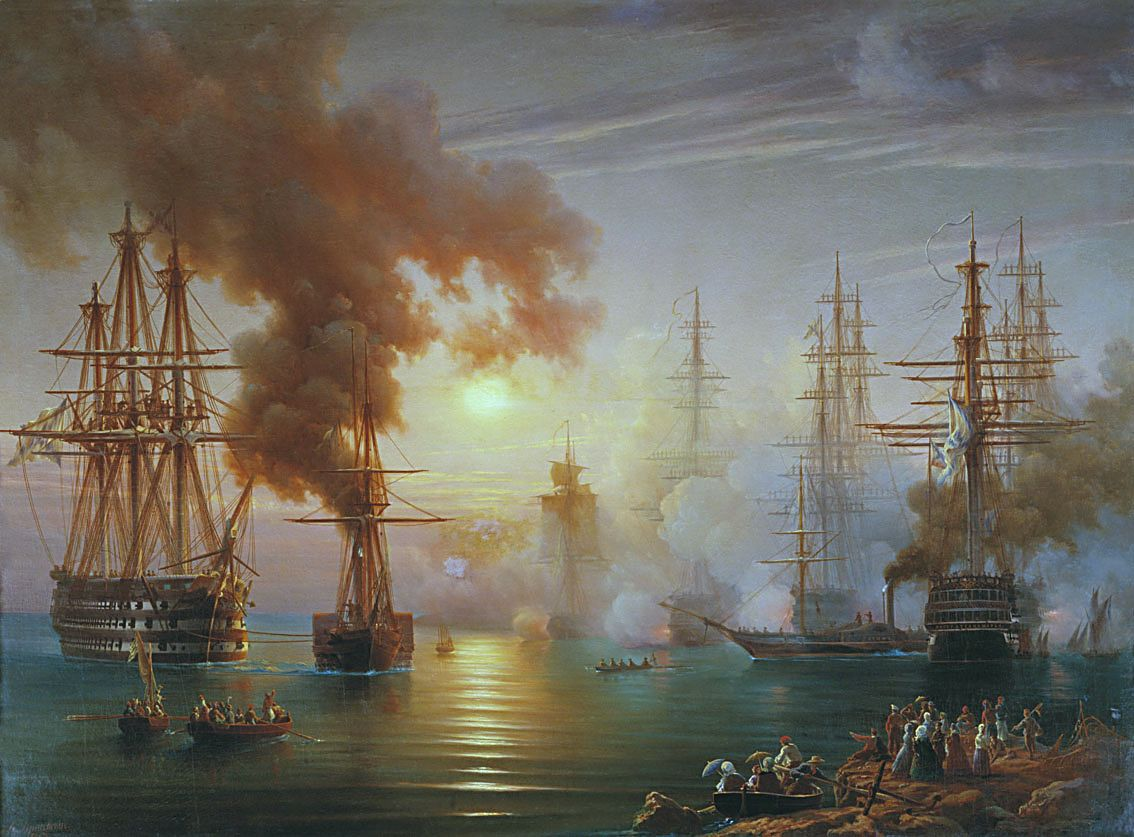
Flota russa del Mar Negre després de la batalla de Sinope, 1853

Es considera que la Flota del Mar Negre va ser fundada pel príncep Potiomkin el 13 de maig de 1783, juntament amb la seva base principal, la ciutat de Sebastòpol. Anteriorment comandada per almiralls llegendaris, com ara Dmitri Seniavin i Pàvel Nakhímov, és una flota d'enorme importància històrica i política de Rússia. En 1790, les forces navals russes sota el comandament de l'Almirall Fiódor Uixakov van derrotar la flota turca a la Batalla de l'Estret de Kertx.
Des de 1841 en endavant, la flota es va limitar al Mar Negre per la Convenció dels Estrets de Londres.
Com a resultat de la Guerra de Crimea, una de les disposicions del Tractat de París va ser que el Mar Negre sera una zona desmilitaritzada com l'Illa d'Åland al mar Bàltic, tot i que Rússia posteriorment va renunciar al tractat i reconstituí la seva força naval i fortificacions en el Mar Negre.
La tripulació del Cuirassat rus "Potiomkin" es revoltà el 1905 poc després de la derrota de l'Armada a la Guerra russojaponesa. Lenin va escriure que l'aixecament del Potiomkin havia tingut una enorme importància en termes de ser el primer intent de crear el nucli d'un exèrcit revolucionari.
Durant la Primera Guerra Mundial, hi hagué diversos encontres entre l'armada russa i l'armada otomana al Mar Negre. Els otomans inicialment gaudiren d'avantatge pel fet que tenien sota el seu comandament el cuirassat alemany SMS ''Goeben'', però després que dos moderns dreadnought russos (el cuirassat Imperatritsa Maria i el cuirassat Imperatritsa Ekaterina Velikaia haguessin estat construïts a les drassanes de Mikolaiv, els russos van prendre el comandament de la mar fins que el govern rus es va esfondrar el novembre de 1917. Els submarins alemanys de la Flotilla de Constantinoble i les forces lleugeres turques continuarien atacant i assetjant els trànsit marítim rus fins al final de la guerra.

### Marina soviètica
Durant la Guerra Civil Russa, la gran majoria de la Flota del Mar Negre va ser enfonsada pels bolxevics a Novorossiïsk, alguns vaixells es van arreglar per ser utilitzats per les potències centrals (més tard van passar a Ucraïna) o aliats occidentals (més tard passat al moviment blanc, vegeu flota de Wrangel). El 1919, de les restes de la flota imperial russa es va establir la Flota Roja d'Ucraïna, que existia uns mesos abans d'un important avanç de les Forces Armades del Sud de Rússia que ocuparen tota el Sud i Est d'Ucraïna. La majoria dels vaixells van passar a formar part de l'"Esquadró de Rússia" de les forces armades de Wrangel i després de l'evacuació van navegar a Tunísia. Fora d'aquests vaixells, alguns es van passar a l'Armada francesa i alguns van ser salvats.
Després de la derrota de les Forces Armades de Rússia del sud, l'Exèrcit Nacional d'Ucraïna i les forces armades poloneses a Ucraïna, el govern soviètic signà una unió militar amb l'RSFS de Rússia i transferí tot el comandament al comandant en cap de Rússia. Els pocs vaixells que no es quedaren al mar Negre van ser salvats en la dècada del 1920, mentre que, en la dècada del 1930, va començar un programa de nova construcció a gran escala. Més de 500 noves naus van ser construïdes durant aquest període, i es va dur a terme també una expansió massiva de la infraestructura costanera. La flota estava comandada pel vicealmirall Filipp Oktiabrskii en l'esclat de la guerra amb Alemanya al juny de 1941. La flota es va comportar de manera exemplar, ja que va lluitar al costat de l'Exèrcit Roig a la batalla d'Odessa i al Setge de Sebastòpol (1941-1942).
El 1952, Turquia decidí unir-se a l'OTAN, la qual cosa col·locava l'Estret del Bòsfor a l'esfera d'influència occidental. En el període posterior a la guerra, juntament amb la Flota del Nord, la Flota del Mar Negre proporcionà vaixells pel Cinquè Esquadró d'Operacions la Mediterrània, que es va enfrontar a l'Armada dels Estats Units durant les guerres àrab-israelianes, en particular durant la Guerra del Yom Kippur el 1973.

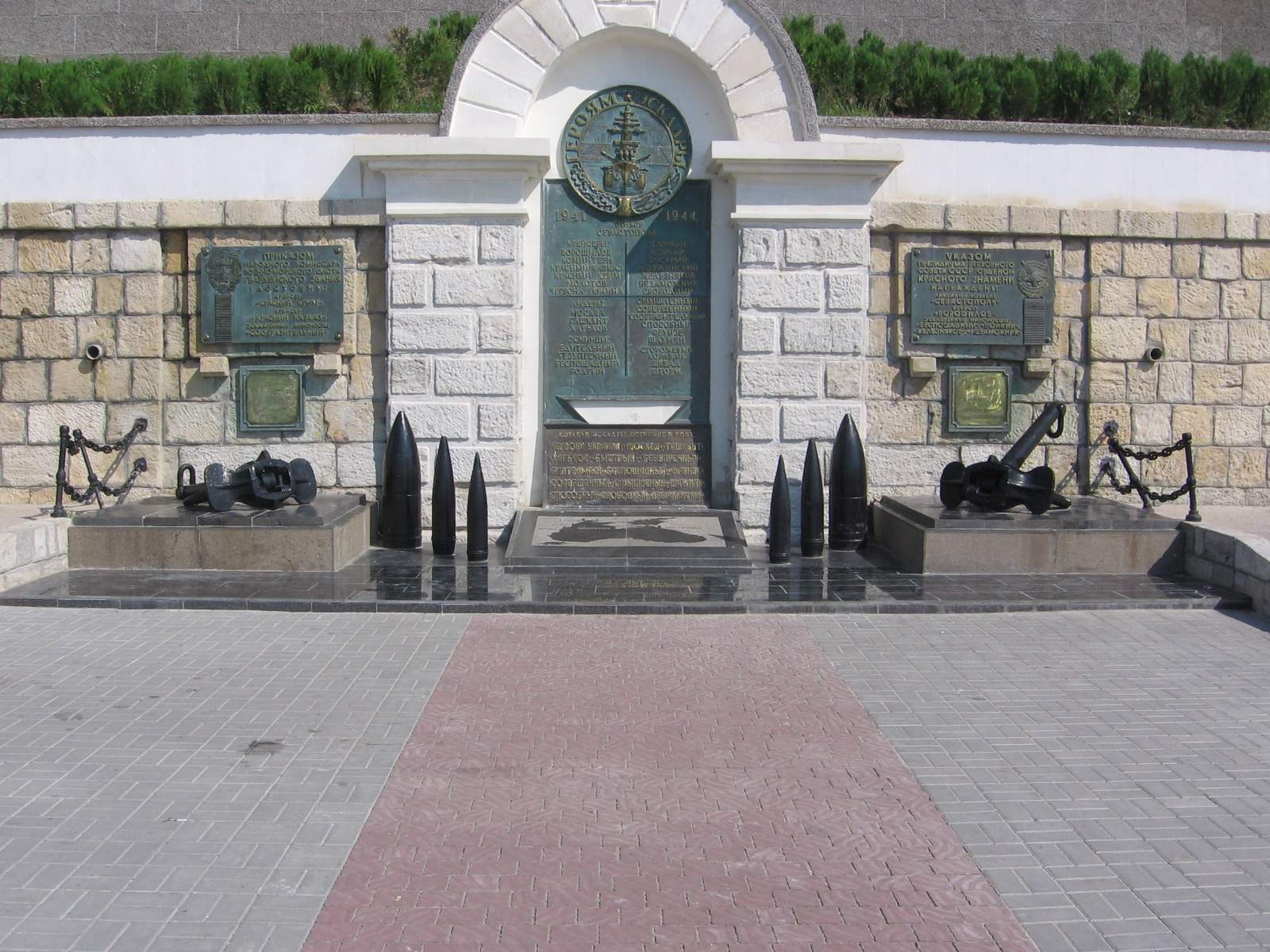
Monument als Herois de la Flota de l'esquadrilla soviètica del Mar Negre a Sebastòpol 1941-1944, on es pot veure una llista dels 28 vaixells de guerra que es van distingir en la batalla contra els invasors nazis.

El 1988 les tropes de costa i les unitats d'aviació naval de la Flota del Mar Negre eren:
- Flotilla del Danubi: 
  - 116eina Brigada de vaixells de riu (Izmail, óblast d'Odessa)
- 112a Brigada de vaixells de reconeixement (Llac Donuzlav (Mirni), óblast de Crimea)
- 37a Brigada de Rescat de vaixell (Sebastòpol, Crimea Oblast)
- Departament de Tropes Costaneres 
  - 810a Brigada d'Infanteria Naval (Sebastòpol, óblast de Crimea)
  - 362 Regiment independent de míssils costaners (Balaklava, óblast de Crimea)
  - 138 Regiment independent de míssils costaners (Txernomorsk, óblast de Crimea)
  - 417 Regiment independent de míssils costaners Sebastòpol, óblast de Crimea)
  - 51a Regiment independent de míssils costaners (Mekenzerie, óblast de Crimea)
- Departament d'Aviació Naval de la Flota del Mar Negre
  - 2a Divisió de Guarda Marítima de Míssils d'Aviació (Gvardeiskoie, óblast de Crimea)((tres regiments d'atac marítim Tu-22M2[6]
    - 5é Regiment marítim de míssils d'aviació (Vesseloie, óblast de Crimea) - dissolt el 15/11/94.
    - 124è Regiment marítim de míssils d'aviació (Gvardeskoie, Óblast de Crimea) - dissolt el 1993.
    - 943è Regiment marítim de míssils d'aviació (Oktiabrskoie) - dissolt el 1996.

  - 30è Regiment marítim independent d'aviació de reconeixement (Saki-Novofedorovka, Óblast de Crimea)(Tu-22P)
  - 318è Regiment independent d'aviació antisubmarina (Llac Donuzlav, Óblast de Crimea)
  - 78è Regiment independent d'helicòpters antisubmarins transportats en vaixells (Llac Donuzlav, Óblast de Crimea)
  - 872è Regiment d'helicòpters antisubmarins transportats en vaixells (Katxa, Óblast de Crimea)
  - 917è Regiment independent d'aviació de transport (Katxa, Óblast de Crimea)
  - 859è Centre de Capacitació per a l'aviació naval (Katxa, Óblast de Crimea)

### Després de la caiguda de la Unió Soviètica

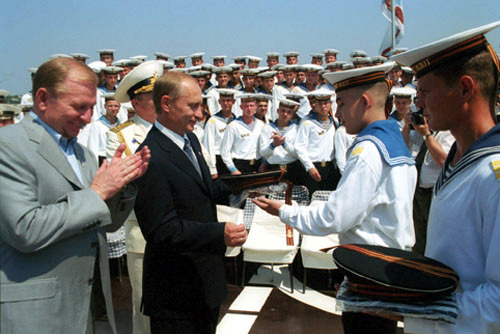
Vladímir Putin amb el president d'Ucraïna Leonid Kutxma a bord del vaixell insígnia de la Flota del Mar Negre, juliol de 2001

La importància militar de la flota s'ha degradat des del col·lapse de la Unió Soviètica, a causa de les retallades significatives de finançament. El 1992, la major part dels de personal, armament i instal·lacions costaneres de la flota van caure sota la jurisdicció d'Ucraïna. Més tard, el govern d'Ucraïna va ordenar l'establiment de la seva pròpia Armada ucraïnesa sobre la base de la Flota del Mar Negre; diverses naus i formacions terrestres es van declarar ucraïneses.
Tanmateix, això immediatament va portar a conflictes amb la majoria dels oficials que semblaven ser lleials a Rússia. Alhora, grups separatistes pro-russos endegaren la seva activitat en la política local de la ucraïnesa República Autònoma de Crimea i el municipi de Sebastòpol, on estaven situades les principals bases navals, i iniciaren la coordinació dels seus esforços amb els mariners pro-Moscou.

#### Flota Comuna i la seva partició
Per alleujar les tensions, els dos governs van signar un tractat provisional, que establia una Flota del Mar Negre rus-ucraïnesa conjunta sota comandament bilateral (i bandera de l'Armada Soviètica) fins es pogués assolir un acord de partició a gran escala. Formalment, el Comandant de la Flota seria nomenat per una ordre conjunta dels presidents dels dos països. No obstant això, Rússia seguia dominat la Flota de manera no oficial, es va nomenar un almirall rus com a Comandant, i la majoria del personal de flota va adoptar la ciutadania russa. Es continuaren produint tensions menors entre la flota i la nova Armada ucraïnesa (com ara talls d'electricitat i baralles al carrer entre mariners)

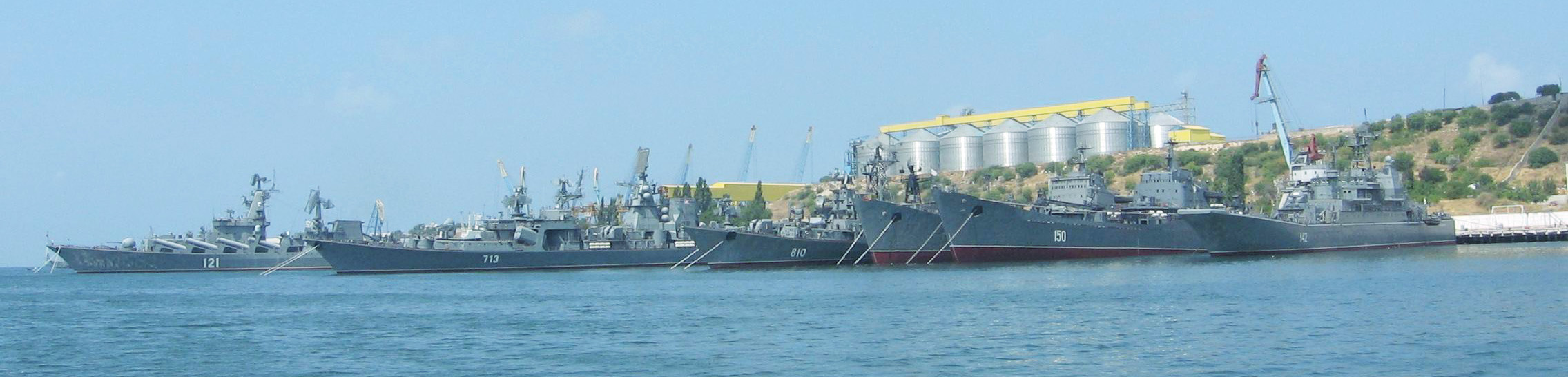
Alguns vaixells grans (inclòs el vaixell insígnia) de la Flota del Mar Negre soviètica i russa a Sebastòpol, agost de 2007

El 1997, Rússia i Ucraïna van signar el Tractat de Partició, que establia dues flotes nacionals independents i dividia armaments i bases entre ambdós països. Ucraïna també va acordar arrendar grans parts de les seves noves bases a la Flota Russa del Mar Negre fins a l'any 2017. No obstant això, el tractat sembla molt lluny de ser perfecte: les tensions permanents en el control dels detalls d'arrendament (inclosos informes recurrents sobre fars) continuaren. La principal base de la Flota encara està situada a la ciutat portuària crimeana de Sebastòpol. El 2009, el govern ucraïnès de Iúsxenko va declarar que el contracte d'arrendament no s'estendria i que la flota hauria d'abandonar Sebastòpol el 2017. No obstant això, el 2010 els drets d'arrendament de Rússia es van renegociar amb una pròrroga fins al 2042 i una opció per cinc anys, fins al 2047.

#### Geòrgia a la partició de la Flota
La nova nació independent de Geòrgia, que també va ser seu de diverses bases de la Flota del Mar Negre Soviètica quan era la República Socialista Soviètica de Geòrgia, també va reclamar una part de la flota, que inclou 32 vaixells de guerra anteriorment estacionats al port georgià del Mar Negre de Poti. Geòrgia no formava part de la CEI en aquell moment, i no va ser inclosa en les negociacions inicials el gener de 1992. A més, algunes bases de baixa importància situades en la república autònoma separatista, amb el suport de Rússia, d'Abkhàzia aviat van escapar a cap control georgià. El 1996, Geòrgia va reprendre les seves demandes, i la negativa de Rússia a Geòrgia a destinar una part de la marina de l'antiga república soviètica es va convertir en una altra poma de la discòrdia en el deteriorament progressiu de les relacions russo-georgianes. Aquesta vegada, Ucraïna va donar suport a les reclamacions de Tbilisi, va transferir diverses patrulleres a l'Armada georgiana i va començar a formar les tripulacions de Geòrgia, però no va poder incloure en l'acord definitiu de la flota una transferència dels vaixells antigament amarrats al port de Poti. Posteriorment, es va decidir que la resta de la quota de Geòrgia se cediria a Rússia a canvi de la disminució del deute.
Des de la Guerra a Ossètia del Sud (2008) la Flota Russa del Mar Negre no ha participat en cap exercici naval conjunt amb els vaixells de guerra de Geòrgia. No obstant això, aquesta afirmació no té gaire sentit, ja que l'Armada de Geòrgia ha deixat d'existir (a principis de 2009 es va fusionar amb la guàrdia costanera de Geòrgia).
Rússia és membre del Black Sea Naval Co-operation Task Group ("Grup de tasques de cooperació naval al Mar Negre"), que normalment es coneix com a BLACKSEAFOR (acrònim de "Black Sea Naval Force", Força Naval del Mar Negre).

#### Operacions de combat
Rússia va emprar part de la flota durant el conflicte de Geòrgia del 2008. Les operacions d'unitats russes fora de la regió separatista georgiana d'Abkhàzia van comportar que s'informés d'enfrontaments, no confirmats per Geòrgia, amb l'Armada georgiana. Com a resultat, a continuació, el president d'Ucraïna Víktor Iúsxenko va decretar que la Flota del Mar Negre, d'ara endavant, necessitaria permís per travessar la frontera amb Ucraïna per entrar i sortir de Sebastópol, Els decrets de Iúsxenko no tenien força, i les unitats desplegades de la Flota Russa del Mar Negre van tornar als seus amarratges sense incidents.

#### Flota de la Mar Negra i Ucraïna
El president d'Ucraïna Víktor Iúsxenko havia assenyalat reiteradament que la Flota del Mar Negre (FMN) és un agent d'inestabilitat a Crimea, Ucraïna, que facilita el separatisme. En una carta al president rus Medvédev, Iúsxenko va dir que "Durant tot el període de la base de l'FMN en territori ucraïnès, les seves estructures de comandament havien permès sistemàticament un gran nombre d'infraccions dels acords bilaterals i la legislació d'Ucraïna, que la part ucraïnesa ha informat periòdicament a la contrapart russa.
El 2009, el govern d'Ucraïna va anunciar l'arrendament de bases navals russes a Crimea no s'estendria més enllà del 2017; com a resposta, la Flota del Mar Negre Russa va iniciar l'expansió de la seva base a Novorossiïsk. Segons el tractat bilateral del 1997, Rússia pagava 98 milions de dòlars anualment i el tractat establia la pròrroga per mutu acord. Funcionaris russos van dir en repetides ocasions que els agradaria estendre el contracte d'arrendament.
El juny de 2009, el cap del Servei de Seguretat d'Ucraïna va dir que després del 13 de desembre de 2009, tots els agents de l'FSB (Servei Federal de Seguretat de Rússia) representats en la Flota Russa del Mar Negre havien de sortir d'Ucraïna, a partir de llavors el Servei de Seguretat d'Ucraïna garantirà la seguretat del la Flota Russa del Mar Negre i dels mariners russos en territori ucraïnès. D'acord amb el Ministeri Rus de Relacions Exteriors els empleats de l'FSB, que treballaven en les instal·lacions de la Flota del Mar Negre, estan al territori d'Ucraïna ", d'acord amb els acords bilaterals".
A l'octubre i novembre de 2009, la Flota (russa) del Mar Negre es va queixar de la inspecció dels vehicles de transport pertanyents a la flota pel Sebastòpol per part d'Inspecció automobilística de l'Estat i oficials de seguretat d'Ucraïna, que qualificà de "falta de respecte a l'estatus de les unitats militars russes i un pas hostil destinat a empitjorar les relacions rus-ucraïneses".
El 21 d'abril de 2010, el president ucraïnès, Ianukóvitx i el president rus Medvédev va arribar a un acord segons el qual el contracte d'arrendament de Rússia sobre les instal·lacions navals a Crimea s'estendria més enllà de 2017 per 25 anys, amb una opció addicional de 5 anys de renovació (per al període 2042-47) a canvi d'un contracte de diversos anys on s'oferien descomptes a Ucraïna del gas natural rus. Aquest acord fou bastant controvertit a Ucraïna.
Els exercicis conjunts de l'Armada ucraïnesa i la Flota (russa) del Mar Negre es pogueren reprendre després d'un interval de set anys al juny de 2010.
El 2010, oficials del contraespionatge provinents del Servei Federal de Seguretat Rus van retornar a la base de la Flota (russa) del Mar Negre.
Mentre que un ministre de govern de Iúsxenko va dir que Rússia no pot substituir unilateralment els seus vaixells de la flota del Mar Negre, sense el consentiment d'Ucraïna, l'extensió de l'arrendament també va revalidar els acords de 1997. Aquests acords estipulaven que la Flota del Mar Negre de Rússia podia mantenir el mateix nombre i tipus de vaixells que havien estat a Sebastòpol, com a resultat de la divisió de la flota de 1997 sense l'aprovació per part d'Ucraïna. Aquesta disposició permet a Rússia d'augmentar la mida actual de la flota que havia caigut per sota d'aquests números.
Com a resultat de la postura de les autoritats d'Ucraïna, el 20 de maig 2013 es va informar que Rússia es concentraria en la seva nova base a Novorossiïsk i posaria Sebastòpol en suspens, atès que això millorava la Flota del Mar Negre. S'esperava que el Projecte-11356 de la fragata Almirall Grigórovitx i el projecte-636 de submarins (submarí de la classe Kilo) Novorossiïsk i Rostov-na-Donu s'unissin a la flota el 2014 i que es prepararien nous amarratges per a ells a la base.

## Incidents amb Ucraïna
L'ús per part de la Flota del Mar Negre russa de les instal·lacions arrendades a Sebastòpol i Crimea ha estat motiu de controvèrsia. Al llarg dels anys s'han produït diversos incidents:
L'FMN s'ha negat a permetre que els ucraïnesos inspeccionin els seus avions per veure si transporten il·legalment armes nuclears, que infringeixin la situació d'Ucraïna en virtut del Tractat de No Proliferació Nuclear
L'FMN ha transportat il·legalment coets en diverses ocasions a través del port densament poblat de Sebastopol sense abans demanar permís a les autoritats ucraïneses.
Un far que es troba en un promontori, des del 2005 és objecte de controvèrsia entre Ucraïna i Rússia. Des del 3 d'agost de 2005, el far està ocupat per l'Exèrcit rus. En un acte clar de desacatament a la sentència del Tribunal Governamental de Sebastòpol sobre l'afer de la devolució 77 objectes geogràfics a Ucraïna (incloent el far de Sàritx), els oficials militars russos es van referir al fet que només se subordinaven al Cap del quarter general de l'Armada russa, i a ningú més. Els activistes públics ucraïnesos afirmen que Sàritx està ocupat il·legalment per l'Armada russa. Com a objecte militar, el territori al voltant del promontori de Saritx està tancat als intrusos amb filferro de pues i al capdamunt hi oneja la bandera russa.
Durant la Guerra a Ossètia del Sud (2008), l'Armada ucraïnesa va rebre l'ordre de bloquejar l'entrada a Sebastòpol dels vaixells russos que participaven en les hostilitats. No obstant això, els vaixells de l'Armada russa van tornar a la base sense traves.
El 20 de juny del 2009 a Sebastòpol, es va produir un incident que implicà de nou la Flota del Mar Negre. El 2007, l'administració d'aquesta organització va ser contractada per uns 200 ciutadans de Sebastòpol per construir quatre edificis residencials d'apartaments. El treball mai va ser acabat, encara que l'aspecte econòmic del contracte es va complir, ja que era una empresa de prepagament. A hores d'ara, només hi ha dos edificis construïts, que, d'altra banda, només estan acabats en un 95%, tal com s'ha dit al diari local Novi Sebastòpol. Fins ara als manifestants simplement se'ls ha expulsat per la força i no sembla haver-hi cap intenció de regular el conflicte. Els manifestants també van enviar cartes al president i al Primer Ministre de la Federació Russa, Dmitri Medvédev i Vladímir Putin, i també al Ministre de Defensa de Rússia, Anatoli Serdiukov. Aquests intents no va aportar resultats.
El 27 d'agost de 2009, infants de marina russos van impedir que agents judicials d'Ucraïna fessin complir les sentències judicials ucraïneses quant al retorn a sobirania ucraïnesa dels fars ocupats il·legalment per la FMN. Rússia afirma que els ucraïnesos no podran entrar a les seves bases sense permís. El Ministeri de Relacions Exteriors d'Ucraïna va descriure l'obstrucció de Rússia com un flagrant menyspreu per la legislació d'Ucraïna i l'acord internacional.
El 16 d'abril 2013 un "alt funcionari del Ministeri de Defensa de Rússia", es va queixar a Interfax que "la posició obstinada d'Ucraïna" estava alentint la cancel·lació de drets de duana (per a la flota) i que Ucraïna encara mantenia en vigor els decrets del 2008 de l'aleshores president d'Ucraïna Víktor Iúsxenko 2008 que prohibien el "procediment relaxat" de les formacions de la flota del Mar Negre a través de la frontera amb Ucraïna.
El dia 6 de març de 2014 el Parlament de Crimea va convocar un referèndum, per annexionar-se a Rússia, en deu dies. L'11 de març el parlament de Crimea ha aprovat una declaració d'independència d'Ucraïna, amb 78 vots favorables dels 100 de la cambra, amb la voluntat d'unir-se a Rússia si el referèndum surt favorable. El referèndum va ser condemnat com a «il·legal» per gran part de la comunitat internacional (incloent-hi 13 dels 15 membres del Consell de Seguretat de l'ONU) per haver-se celebrat fora del marc constitucional d'Ucraïna i estant Crimea sota ocupació militar per part de tropes russes. El resultat va ser d'un 96,7% a favor del «sí». Periodistes estrangers van informar de possibles irregularitats durant el transcurs de la votació, cosa que van disputar les fonts russes.
El dimecres 13 d'abril de 2022, durant la Invasió russa d'Ucraïna del 2022, el Moskvà va rebre l'impacte de dos míssils de creuer i va incendiar-se al mar amb 510 tripulants en el moment de l'impacte, i va haver explosions de munició, sent evacuat per complet. El vaixell es va enfonsar durant el seu remolc.